# قطار معلق

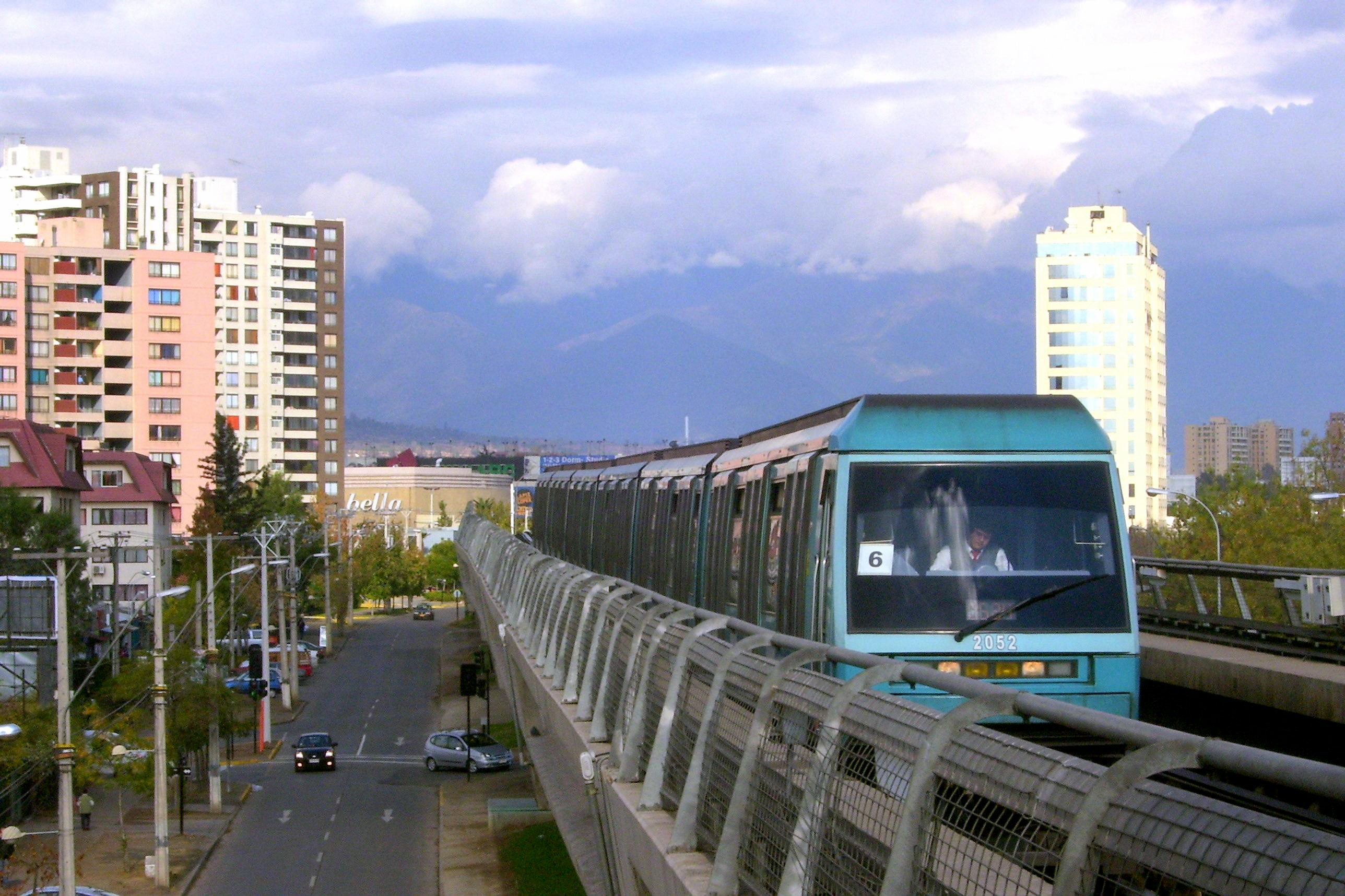
قطار NS 93 على جزء مرتفع من الخط 5 من مترو سَنتياغو

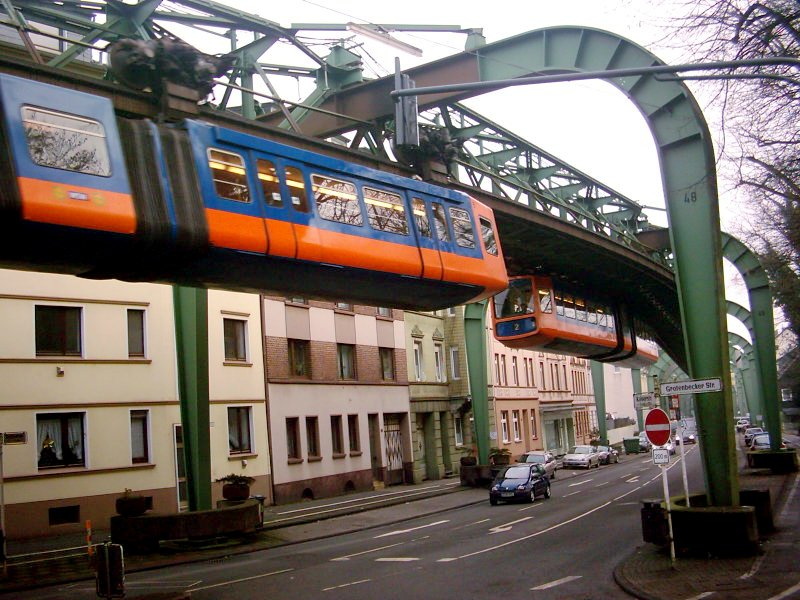
قطارا قطارات فوبرتال المعلقان فوق الشارع

القطار المعلق أو السكة المعلقة هو خط سكة حديد فوق مستوى الشارع على قنطرة أو أي هيكل مرتفع آخر (عادة ما يُبنى من الصلب أو الحديد الزهر أو الخرسانة أو الطوب). قد يكون خط السكة الحديد عريضًا أو قياسيًا أو ضيقًا أو خفيفة ، أو أحادية الخط. توجد السكك الحديدية المعلقة عادة في المناطق الحضرية حيث سيكون هناك تقاطع سكك متعددة المستويات . عادة ويمكن رؤية مسارات السكك الحديدية المعلقة التي تعمل على الجسور الفولاذية من مستوى الشارع.